# Léonce Perret
Léonce Perret (Niort, 14 marzo 1880 – Parigi, 12 agosto 1935) è stato un attore, regista, produttore cinematografico e sceneggiatore francese.

## Biografia
Léonce Perret nacque nel 1880 a Niort Deux-Sèvres, terzo figlio di Eliès Ferdinand Perret e Marie Collinet dopo la sorella Lucie (1870-1963) e il fratello Ernest (1873-1949). I genitori possedevano una falegnameria e, durante l'adolescenza, Léonce cadde gravemente malato. Fu in quel periodo, passato a Parigi per consultare degli specialisti, che il ragazzo cominciò a pensare di intraprendere una vita legata all'arte.
Debuttò come attore teatrale, passando poi al cinema dove diresse numerosi cortometraggi. Acquisì nel tempo una notorietà che lo portò a essere uno dei nomi più conosciuti dell'industria cinematografica francese. Spesso considerato un cineasta d'avanguardia, Perret ha saputo portare al cinema francese nuove tecniche legate all'inquadratura, all'utilizzo delle luci a all'accompagnamento musicale.
Fu una figura emblematica della società Gaumont fino al 1917. In seguito, espatriò negli Stati Uniti dove portò le sue conoscenze e dove, nel contempo, acquisì una grande esperienza. Fu sul suolo americano che cominciò a produrre alcuni dei suoi film, come N'oublions jamais del 1918, opera di propaganda francese che offrì al mondo la visione di una Francia eroica e ferita.
Dopo il suo ritorno in Francia, nel 1923 realizzò Kœnigsmark, opera che gli permise di acquisire una certa notorietà in ambito cinematografico. Nel 1925, il suo Madame Sans-Gêne fu la prima co-produzione Francia-USA. Scopritore di nuovi talenti, Léonce Perret lavorò con numerosi idoli francesi e americani della sua epoca, come Abel Gance, Gloria Swanson, Gaby Morlay, Arletty, Suzanne Grandais, Mae Murray, Huguette Duflos.
Morì nel 1935 a Parigi. 

## Filmografia

### Regista
- Monsieur Prud'homme fait faire sa statue (1909)
- Le Lys d'or, co-regia di Louis Feuillade (1910)
- Jeunesse, co-regia di Louis Feuillade (1910)
- Le Trafiquant, co-regia di Louis Feuillade (1911)
- L'Amour qui tue (1911)
- L'Innocent (1911)
- L'Attentat (1911)
- La Fille du margrave, co-regia di Louis Feuillade (1912)
- Plus fort que la haine
- Les Blouses blanches
- La Dette d'honneur
- Coeur d'enfant
- Le Chrysanthème rouge
- Un coq en pâte
- Le Mariage de minuit
- Le Béret
- Coeur de mère
- Nanine, femme d'artiste
- Le Mariage de Suzie (1912)
- La Petite Duchesse
- La Bonne Hôtesse (1912)
- Laquelle? (1912)
- La Lumière et l'amour (1912)
- La Conquête d'Aurélia
- Graziella la gitane
- Une perle
- Marget et Benedict
- La Vie à bord d'un cuirassé
- Manoeuvres d'escadre
- Main de fer
- Le Lien
- La tormenta (Le Tourment), co-regia Louis Feuillade (1912)
- Manoeuvres à bord d'un cuirassé
- La Rochelle
- Le Cœur et l'Argent, co-regia Louis Feuillade (1912)
- Main de fer contre la bande aux gants blancs
- L'Express matrimonial
- Le Mariage de Ketty
- L'Espalier de la marquise
- Léonce fait des gaffes
- Il mistero della rupe (Le Mystère des roches de Kador, 1912)
- Par l'amour (1913)
- Les Bretelles
- Les Audaces de coeur, co-regia di Louis Feuillade (1913)
- Aimer, pleurer, mourir (1915)
- L'Énigme de la Riviera (1915)
- Qui? (1916)
- Le Retour du passé (1916)
- Le Roi de la montagne (1916)
- La Fiancée du diable (1916)
- Les Mystères de l'ombre (1916)
- Dernier Amour (1916)
- La Belle aux cheveux d'or (1916)
- The Mad Lover (1917)
- N'oublions jamais (1918)
- Kœnigsmark (1923)
- Madame Sans-Gêne (1925)
- La Femme nue (1926)
- Printemps d'amour (1927)
- Love's Springtime (1928)
- Morgane la sirène (1928)
- Arthur (1930)
- Un soir à la Comédie Française (1934)

### Attore
- Judith et Holopherne, regia di Louis Feuillade (1909)
- Le Pater, regia di Louis Feuillade (1910)
- Le Festin de Balthazar, regia di Louis Feuillade (1910)
- La Vie de Pouchkine, regia di Louis Feuillade (1910)
- Lysistrata ou La Grève des baisers, regia di Louis Feuillade (1910)
- La Légende de Daphné, regia di Louis Feuillade (1910)
- Esther, regia di Louis Feuillade (1910)
- Robert le Diable, regia di Étienne Arnaud (1910)
- Le Tyran de Syracuse, regia di Louis Feuillade (1911)
- André Chénier, regia di Étienne Arnaud e Louis Feuillade (1911)
- Dans la vie, regia di Léonce Perret e Louis Feuillade (1911)
- Le Fils de la Sunamite, regia di Louis Feuillade (1911)
- C'est pour les orphelins, regia di Louis Feuillade (1916)